# あんくるバス

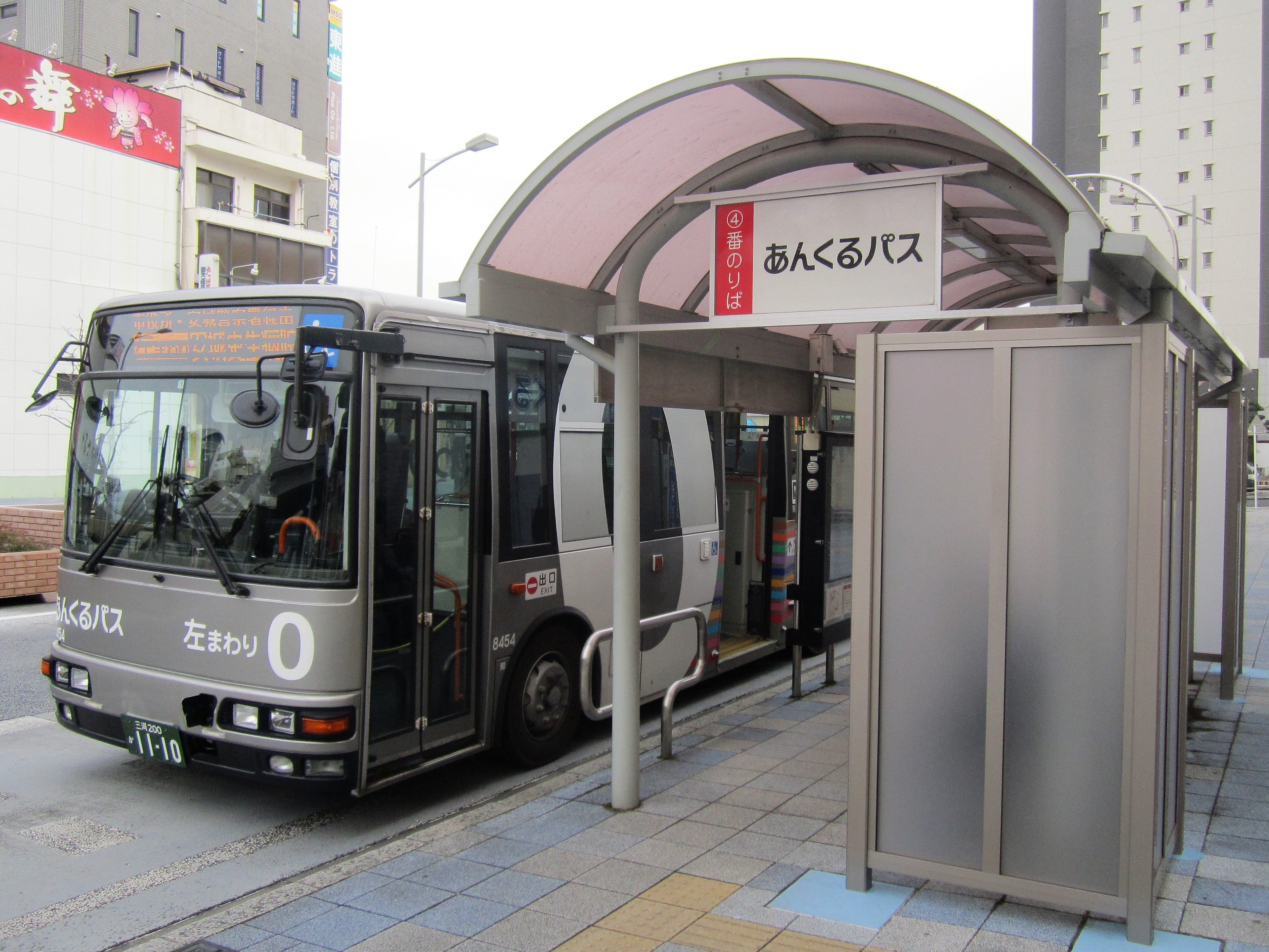
0番系統：循環線　JR東海道本線 安城駅停留場

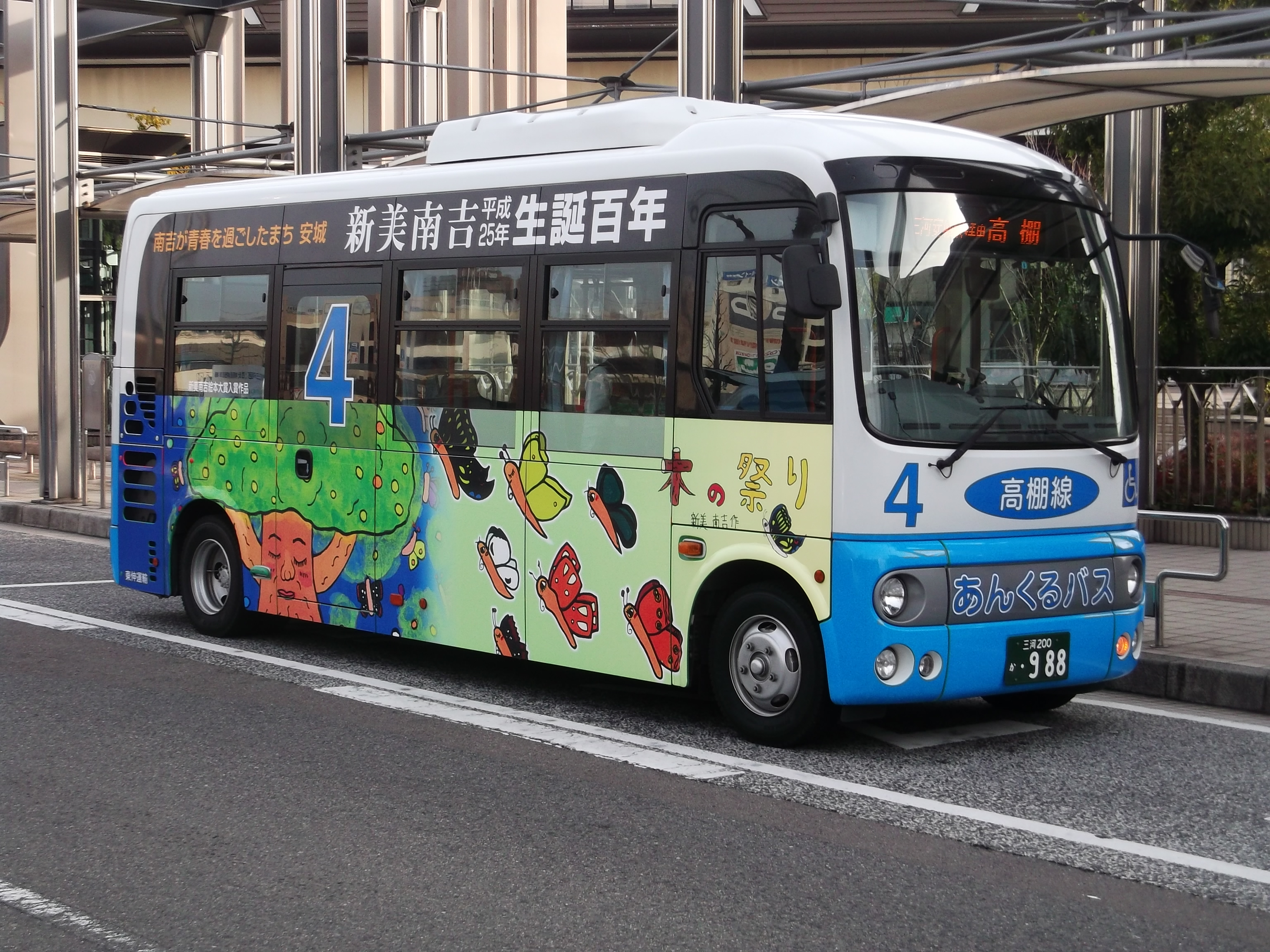
4番系統：高棚線

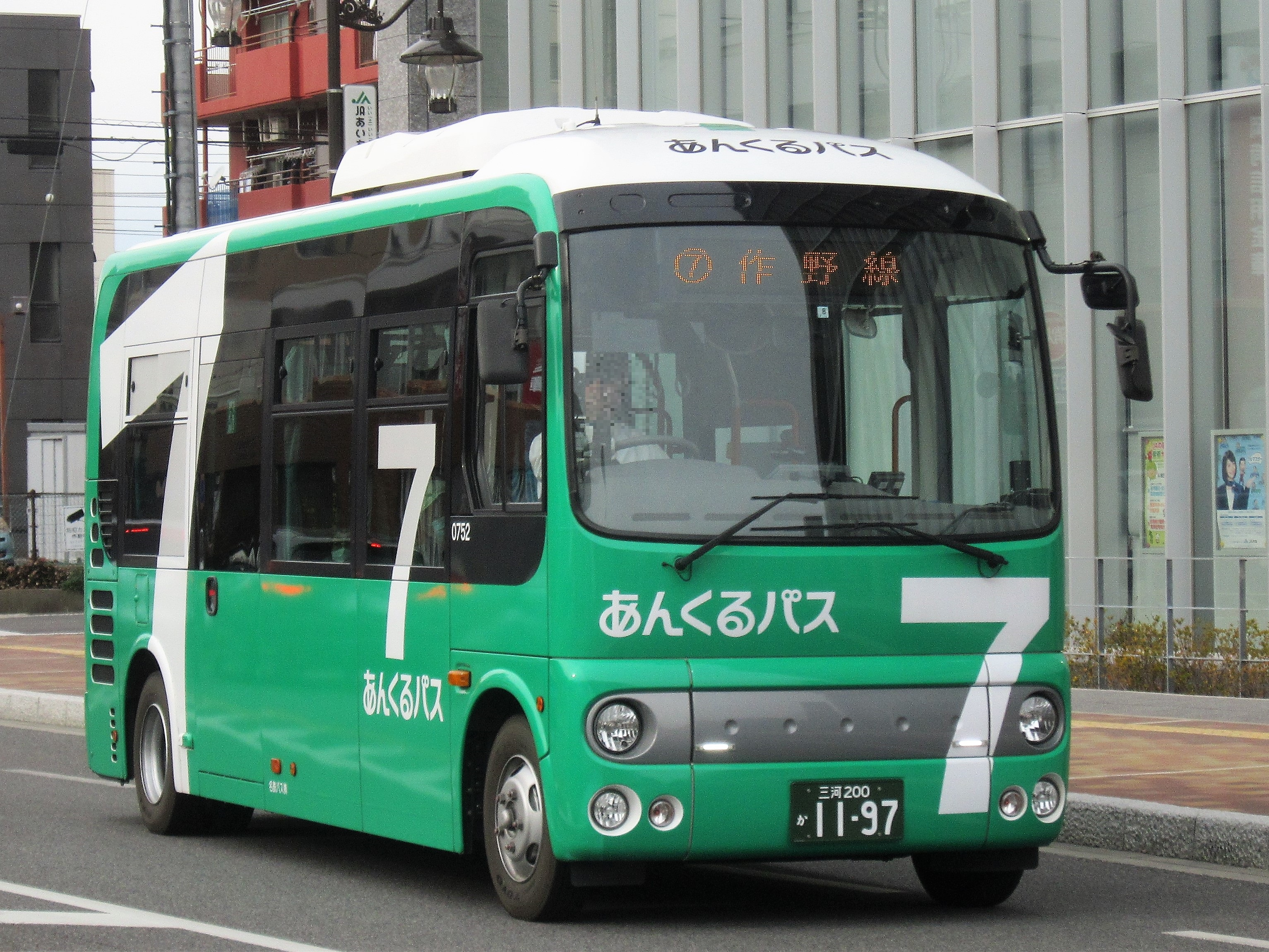
7番系統：作野線

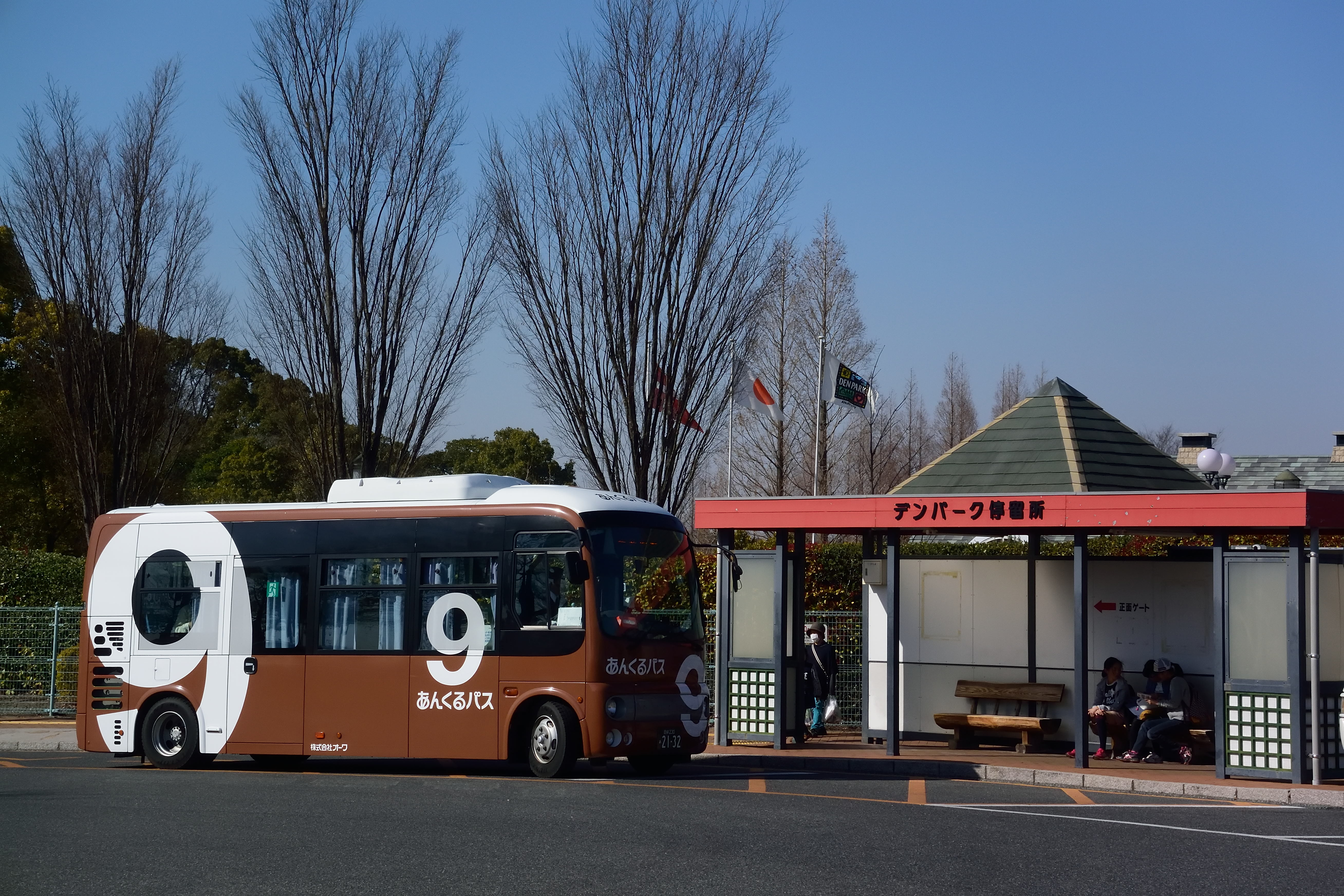
9番系統：デンパーク停留場

あんくるバスは、愛知県安城市が運行するコミュニティバスである。10系統が運行されており、バス事業者3社に運行を委託している（後述）。

## 歴史
2000年（平成12年）、名古屋鉄道（名鉄）が新安城駅・安城駅と高棚を結ぶ名鉄バス安城・高棚線の廃止を表明したことから、安城市は安城・高棚線を引き継いで自ら運営することを決定。安城・高棚線を引き継ぐ高棚線に市街地を循環する市街地線を加え、東伸運輸（さるびあ交通）に運行を委託し、同年10月から試験運行を開始した。2001年（平成13年）10月には、市北部の新安城駅から里町・柿碕町までを結ぶ北部線の試験運行も開始し、またこれまでの月曜運休から毎日運行に切り替えた。
2001年（平成13年）9月には、バスの名称が公募の結果、「安城をくるくる回る」という意味から「あんくるバス」に決定した。2002年（平成14年）5月からは更生病院（現・安城更生病院）の郊外移転に伴い、市街地・高棚線のルートが変更された。同年10月には、新安城駅・安城駅方面から東端を結ぶ名鉄バス路線の補助を打ち切って市運営に切り替えた。また同時に、これまで運行されていなかった南西部の桜井・藤井町方面の路線も新設し、南部線と桜井線が開通した。2003年（平成15年）4月からは東別所から安城更生病院・東刈谷駅を経由し新安城駅まで行く東西線が開業した。東刈谷駅は初めて市外に設置されたバス停となった。東西線は1便あたりの利用率が31.2人と全系統のうち最高となったが、距離が長いため運行本数が少なく東は東で西は西での利用が多く、東西を通しての利用が少なかったため、2004年（平成16年）10月から東西を分割し東部線と西部線とした。
2009年（平成21年）10月には運行形態の見直しを行い、系統を7から10に、本数を40本から73本へ増やした。左右周りを採用し、系統あたり1日6本を確保したうえで、人口が多いもののルートから外れていた石橋・井畑団地、作野町と、高架化工事が完了した桜井駅をルートに組み込んだ。これにより、作野線、桜井西線と、市街地を巡回する循環線が誕生した。また、運行事業者から名鉄バスが撤退し、新たにオーワが参入した。碧南市の「くるくるバス」が榎前町に榎前バス停を設け、あんくるバスとの乗り継ぎを始めた。
2014年（平成26年）10月には、安城市民で75歳以上の高齢者と障碍者手帳所持者が同乗の介添人1名を含め無料となったほか、運行事業者に名鉄バスが再び参入し、担当する循環線で交通系電子マネー（manacaなど）が利用できるようになった。また全路線の運行形態が見直され、東海道新幹線以北を運行する路線はJR安城駅を、南部を運行する路線は安城更生病院を運行拠点とした（両地域を行き来する場合は循環線への乗り継ぎが必要となる）。市街地線を安祥線に改称したほか、南部線で碧南市の碧南市民病院、東部線で岡崎市の宇頭駅への乗り入れを開始した。その他にも西尾市内を走行するが区間内に停留所は存在しない。
2017年（平成29年）10月には、運行事業者からオーワが撤退した。これにより名鉄バスの担当となった西部線と作野線が、交通系電子マネーの利用可能路線に加わった。
2018年（平成30年）10月から循環線左回りが保健センター・安城警察署を経由するようになった。
2025年（令和7年）7月から西部線と作野線がららぽーと安城への乗り入れを開始。

## 沿革
- 2000年10月 - 東伸運輸への委託により高棚線と市街地線の試験運行を開始。
- 2001年
  - 9月 - 愛称を「あんくるバス」に決定。
  - 10月 - 北部線の試験運行も開始。毎日の運行を開始。
- 2002年
  - 5月 - 市街地線と高棚線のルートを変更。
  - 10月 - 南部線と桜井線の運行を開始。
- 2003年4月 - 東西線の運行を開始。
- 2004年10月 - 東西線を廃止し、東部線と西部線の運行を開始。
- 2005年
  - 下記のように委託会社を変更。
    - 市街地線 - 名鉄バス→東伸運輸
- 2009年
  - 時期不明 - 自動車運転免許返納者への無料乗車券発行を開始。
  - 10月 - 作野線、桜井西線、循環線の運行を開始。碧南市「くるくるバス」が安城市内にバス停を設置。運行委託事業者を下記のとおり変更。これにより名鉄バスが撤退。
    - 桜井線 - 名鉄バス→オーワ
    - 東部線 - 大興タクシー→オーワ
    - 西部線 - 大興タクシー→オーワ
- 2010年度 - バスロケーションシステムの運用を開始。
- 2011年
  - 下記のように運行委託事業者を変更。
    - 北部線 - 大興タクシー→東伸運輸
- 2014年度 - JR東海道本線 安城駅と安城更生病院のバス待合所に運行情報表示用の画面を設置。
- 2014年
  - 下記のように運行委託事業者を変更。
    - 循環線 - オーワ→名鉄バス
    - 南部線 - 東伸運輸→大興タクシー
    - 高棚線 - 東伸運輸→大興タクシー
    - 東部線 - オーワ→東伸運輸
    - 桜井西線 - 東伸運輸→オーワ

  - 10月 - 高齢者・障がい者手帳保有者とその介添人1人の運賃が無料となる。運行形態が見直され、市街地線を安祥線に改称。
- 2017年
  - 6月 - アンフォーレの1階ロビーと停留所に運行情報表示用画面を設置。
  - 10月 - 下記のように運行委託事業者を変更。これによりオーワが撤退。
    - 桜井線 - オーワ→大興タクシー
    - 桜井西線 - オーワ→大興タクシー
    - 西部線 - オーワ→名鉄バス
    - 作野線 - オーワ→名鉄バス
- 2018年10月 - 循環線のルートを変更。
- 2025年7月 - 西部線と作野線がららぽーと安城に乗り入れ。

## 運行形態・委託会社・運行経路
現在、東伸運輸・大興タクシー・名鉄バスの3社によって10系統が運行されている。
0番系統　循環線（右まわり・左まわり）　オーワ（ - 2014年9月）→名鉄バス
安城更生病院→市役所・文化センター→JR安城駅→南安城駅→安城更生病院（右回り）
安城更生病院←市役所←JR安城駅←南安城駅←安城更生病院（左回り）
1番系統　安祥線　名鉄バス（ - 2005年9月）→東伸運輸
川島 - 歴史博物館 - 南安城駅 - 日の出 - JR安城駅 - 上条 - 南安城駅 までの往復で1便　　
2番系統　桜井線　名鉄バス（ - 2009年9月）→オーワ（ -2017年9月 ）→大興タクシー
南桜井駅 - 藤井西 - 桜井駅 - 古井駅 - 安城更生病院　（往復別便）
3番系統　南部線　東伸運輸（ - 2014年9月）→大興タクシー
碧南市民病院 - 東端 - マーメイドパレス - デンパーク - 安城更生病院　（往復別便）
4番系統　高棚線　東伸運輸（ - 2014年9月）→大興タクシー
高棚 - 榎前 - 西部福祉センター - 三河安城駅中央口 - 横山南 - 安城更生病院　（往復別便）
※ 高棚発は三河安城駅中央口を経由しない便がある。
5番系統　東部線　大興タクシー（ - 2009年9月）→オーワ（ - 2014年9月）→東伸運輸
北部福祉センター - 宇頭駅南 - 東別所 - 北安城駅東 - JR安城駅　（往復別便）
6番系統　西部線　大興タクシー（ - 2009年9月）→オーワ（ -2017年9月 ）→名鉄バス
新安城駅南口→作野福祉センター→三河安城駅北口→東刈谷駅北口→三河安城駅中央口→JR安城駅→ららぽーと安城→農林高校前→篠目公園→新安城駅南口　（片道）
7番系統　作野線　オーワ（ - 2017年9月 ）→名鉄バス
新安城駅南口→篠目公園→農林高校前→ららぽーと安城→JR安城駅→三河安城駅中央口→東刈谷駅北口→三河安城駅北口→作野福祉センター→新安城駅南口　（片道）
※ 西部線と作野線は、新安城駅南口を起点として同じ経路の逆回りとなっている。
8番系統　北部線　大興タクシー（ - 2011年9月）→東伸運輸
北部福祉センター→北部公民館→新安城駅北口→不乗森神社西→新安城駅北口→八千代病院　（片道）
八千代病院→不乗森神社西→新安城駅北口→北部公民館→北部福祉センター→新安城駅北口→八千代病院→北部福祉センター　（片道）
9番系統　桜井西線　東伸運輸（ - 2014年9月）→オーワ（ -2017年9月 ）→大興タクシー
南桜井駅 - デンパーク - 桜井駅 - 堀内公園駅西 - 安城更生病院　（往復別便）

## 隣接市のコミュニティバスと乗り換え可能な停留所
南部線
碧南市民病院停留所 → 碧南市くるくるバス・市民病院停留所
高棚線
榎前停留所 → 碧南市くるくるバス・安城榎前停留所
西部線および作野線
東刈谷駅北口停留所 → 刈谷市公共施設連絡バス及び知立市ミニバス・東刈谷駅北口停留所

## 運賃
1乗車100円（大人・小児同額である。）を降車時に支払う。未就学児は無料。車内で1ヶ月定期券（記名者本人のみ有効）を1000円で販売している。
名鉄バスが担当する循環線・西部線・作野線の運賃は、manacaなどの交通系電子マネーで支払うことができる。
安城市民で75歳以上の高齢者と障がい者手帳所持者は、同乗の介添人1名を含め無料（市発行の証明を提示する必要がある）。
2009年（平成21年）から、自動車運転免許を返納した安城市民に、2年分のあんくるバス無料乗車券を発行している。

## 運行本数・期間
1日当たりの運行本数は、循環線右まわり14本、左まわり14本、高棚線・東部線各14本（7往復）、北部線13本、桜井線・南部線・桜井西線12本（6往復）、安祥線・西部線・作野線各7本となっている。
年末年始（12月30日 - 1月3日）を除き、毎日運行されている。
安城七夕まつりが開催される8月第一金曜日から日曜日までの間、JR安城駅周辺で路線の一部に変更がある。

## 運行情報提供
2010年（平成22年）度から、バスロケーションシステムの運用を開始している。
運行情報画面が、2014年（平成26年）度からJR安城駅と安城更生病院のバス待合所に、2017年（平成29年）6月からアンフォーレの1階ロビーと停留所に設置されている。